# Henryk Bałuszyński
Henryk Edward Bałuszyński (Knurów, 15 luglio 1972 – Ruda Śląska, 1º marzo 2012) è stato un allenatore di calcio e calciatore polacco, di ruolo attaccante.
È deceduto il 1º marzo 2012 a causa di un attacco di cuore.

## Palmarès

### Giocatore

#### Club

##### Competizioni nazionali
- Campionato tedesco di seconda divisione: 2

Bochum: 1995-1996
Arminia Bielefeld: 1998-1999